# Thomas R. Marshall
Thomas Riley Marshall (North Manchester, 14 de março de 1854 – Washington, D.C., 1 de junho de 1925) foi um político norte-americano que serviu como o 28º vice-presidente dos Estados Unidos durante a presidência de Woodrow Wilson. Marshall, um proeminente advogado de Indiana, tornou-se um ativo e conhecido membro do Partido Democrata ao realizar inúmeros discursos pelo estado e organizar vários comícios que posteriormente o ajudaram a ser eleito o 27º governador de Indiana. No cargo, ele propôs uma constituição estadual e outras reformas de cunho progressista, gerando muitas controvérsias. A minoria Republicana acionou as cortes do estado para impedir mudanças na constituição.
Sua popularidade como governador, e o fato de Indiana ser um swing state, o ajudou a conseguir a indicação democrata para vice-presidente junto com Wilson e sua subsequente eleição em 1912. Divergências ideológicas entre os dois durante o primeiro mandato fez Wilson limitar a influência de Marshall na administração, e seu tradicional bom humor fez o presidente mudar o escritório do vice-presidente para fora da Casa Branca. Em seu segundo mandato, Marshall fez vários discursos pelo país durante a Primeira Guerra Mundial. Enquanto Wilson estava na Europa, ele tornou-se o primeiro vice-presidente a realizar reuniões de gabinete. Como presidente do Senado dos Estados Unidos, um pequeno número de senadores anti-guerra mantiveram um impasse ao se recusarem a encerrar o debate. Para garantir que legislações de guerra cruciais fossem ratificadas, Marshall fez a câmara adotar sua primeira regra processual permitindo que empasses fossem encerrados por uma maioria de dois terços – uma variação dessa regra permanece em uso até hoje.
A vice-presidência de Marshall é mais lembrada por uma crise de liderança em outubro de 1919 após Wilson ter sido incapacitado por um derrame. Por causa de sua antipatia pessoal por ele, os conselheiros e a esposa de Wilson queriam impedir que Marshall descobrisse a verdadeira condição do presidente para que não assumisse a presidência. Muitas pessoas, incluindo chefes de gabinete e líderes do Congresso, pediram para Marshall tornar-se presidente interino, mas ele se recusou a assumir o cargo à força temendo criar um precedente. Sem um líder no executivo, os oponentes da administração derrotaram a ratificação do tratado da Sociedade das Nações.
Muito conhecido por sua perspicácia e senso de humor, uma das piadas mais duradouras de Marshall veio em um debate no senado quando, em resposta ao catálogo das necessidades da nação feito pelo senador Joseph L. Bristow, ele proferiu a frase, "O que esse país precisa é um bom charuto de cinco centavos", provocando várias risadas. Depois de seu mandato como vice-presidente, Marshall abriu uma firma de advocacia em Indianápolis, escrevendo vários livros sobre direito e suas memórias, Recollections. Ele continuou a viajar e discursar publicamente. Marshall morreu em 1925 durante uma de suas viagens, vítima de um infarto agudo do miocárdio.

## Início de vida

### Família e infância
O avô paterno de Marshall, Riley Marshall, emigrou para Indiana em 1817 e estabeleceu-se em uma fazenda no que é agora o Condado de Whitley. Ele tornou-se um homem rico quando um razoável depósito de petróleo e gás foi encontrado no terreno. O dinheiro permitiu que ele comprasse uma propriedade e passasse o resto de sua vida como membro do Partido Democrata de Indiana, atuando como senador do Senado de Indiana, presidente do partido e contribuinte financeiro. Ele também conseguiu enviar seu filho único, Daniel, para uma faculdade de medicina.
A mãe de Marshall, Martha Patterson, ficou órfã aos treze anos de idade em Ohio, vindo morar com sua irmã em uma fazenda perto da casa dos Marshall em Indiana. Ela era conhecida por sua perspicácia e senso de humor, duas das principais características de seu futuro filho. Martha e Daniel conheceram-se e casaram-se em 1848.

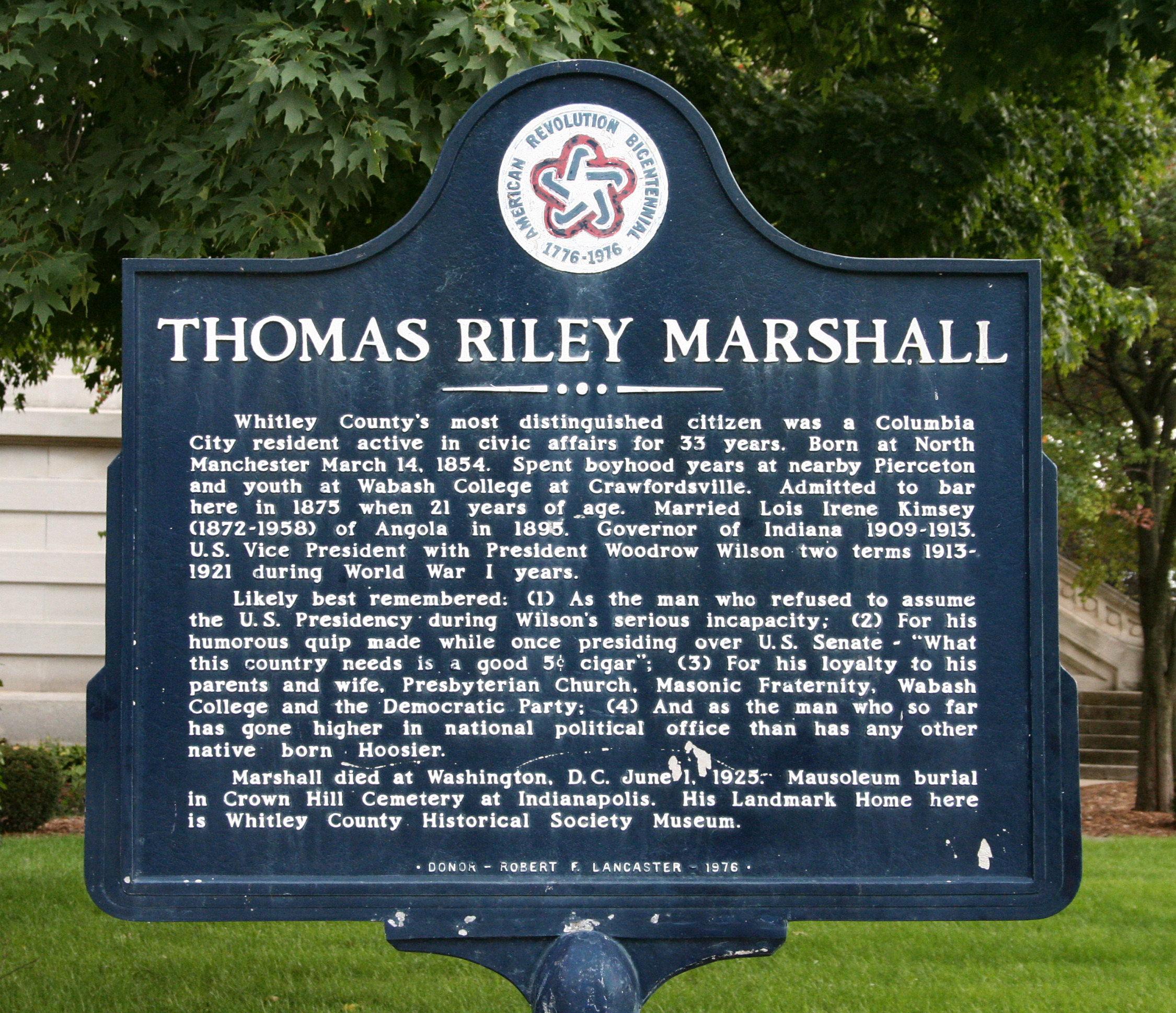
Placa em North Manchester honrado Marshall.

Thomas Riley Marshall nasceu em North Manchester no dia 14 de março de 1854. Dois anos depois, sua irmã nasceu, mas ela morreu ainda pequena. Martha havia contraído tuberculose, que Daniel acreditava ser a causa da péssima saúde da criança. Enquanto Marshall ainda era jovem, sua família mudou várias vezes à procura de um clima agradável para Daniel tentar "curas ao ar livre" em Martha. Eles primeiro foram para Quincy, Illinois, em 1857. Daniel Marshall apoiava a União Americana e era um Democrata convicto, levando seu filho para Freeport em 1858 a fim de ver os debates entre Lincoln e Douglas. Com quatro anos de idade, Marshall conheceu Abraham Lincoln e Stephen A. Douglas e ficou sentado no colo do candidato que não estava falando no momento. Mais tarde afirmou que essa era uma de suas primeiras e mais valorizadas memórias.
A família mudou-se para Osawatomie, Kansas, em 1859, porém a violência da fronteira os fizeram ir para o Missouri no ano seguinte; eventualmente, Daniel conseguiu curar a doença de Martha. Enquanto a Guerra de Secessão se aproximava, a violência se espalhou para o Missouri. Em outubro, homens liderados por Duff Green exigiram que Daniel Marshall desse auxílio médico para uma facção pró-escravatura. Ele recusou-se, e os homens foram embora. Logo em seguida, os vizinhos contaram aos Marshall que Green planejava retornar e matá-los. Eles ajudaram a família a rapidamente fazer as malas e fugir para o Illinois. Eles permaneceram no estado por pouco tempo antes de voltarem para Indiana, distanciando-se da instável região da fronteira.

### Educação

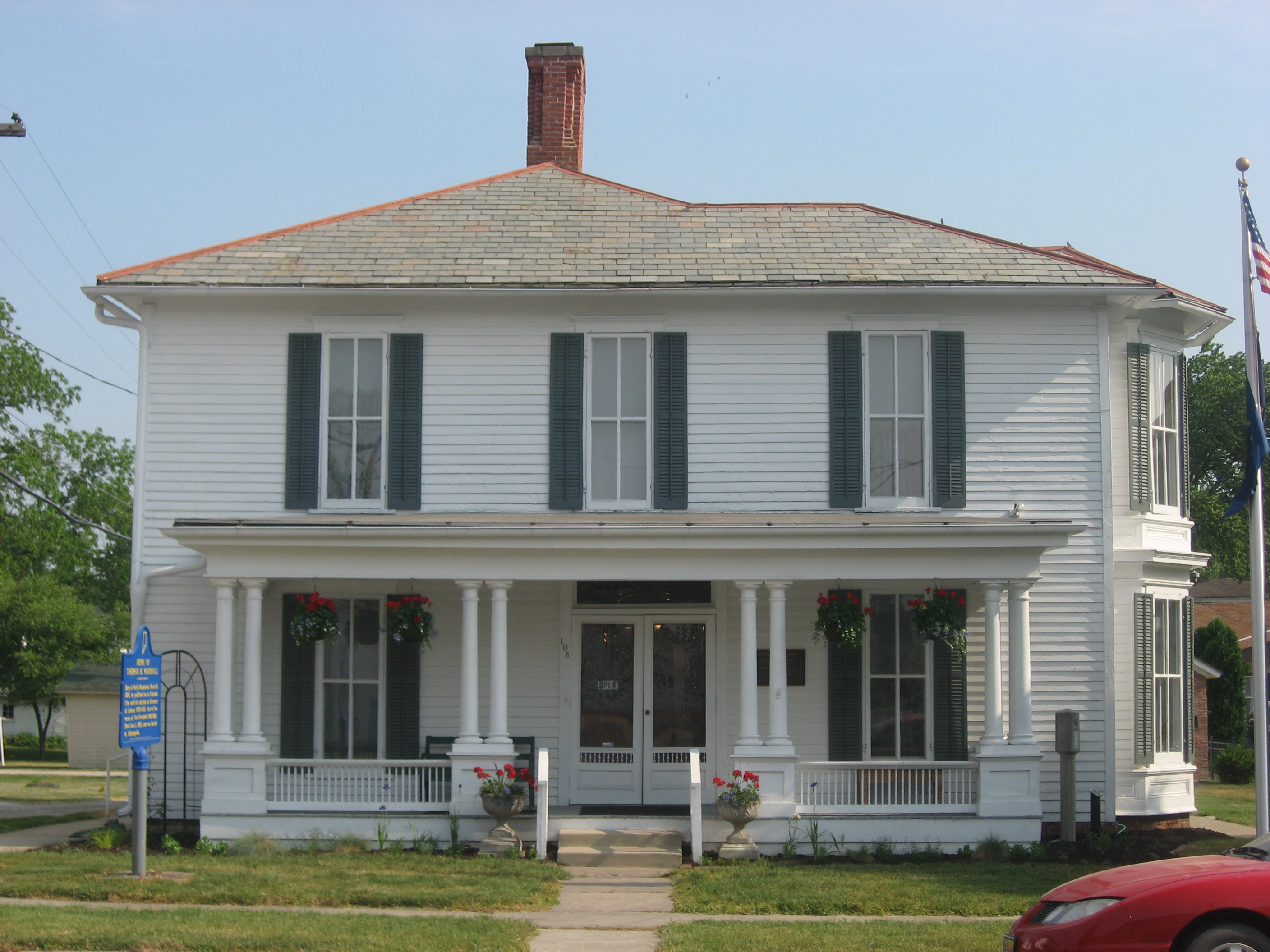
A casa de Marshall em Columbia City.

Estabelecendo-se em Princeton, Indiana, Marshall começou a estudar em uma escola pública. Algum tempo depois, seu pai e avô ficaram envolvidos em um disputa com seu pastor metodista após recusarem-se a votar para o Partido Republicano na eleição de 1862. O pastor ameaçou expulsá-los da igreja, e o avô de Marshall respondeu que preferia "arriscar-se no inferno, mas não no Partido Republicano". A disputa fez a família mudar-se novamente, agora para Fort Wayne, e converter-se para o Presbiterianismo. Lá, Marshall cursou o ensino médio, se formando em 1869. Aos quinze anos de idade, seus pais o mandaram para o Wabash College, em Crawfordsville, onde teve uma educação clássica. Seu pai o aconselhou a estudar medicina ou tornar-se um pastor, mas ele não estava interessado em nenhuma das carreiras. Marshall acabou entrando na faculdade sem saber que profissão seguiria após se formar.
Marshall entrou na fraternidade Phi Gamma Delta, participando de sociedades literárias e de debate, e fundando o Clube Democrático. Ele conseguiu um emprego no jornal da faculdade, o Geyser, e começou a escrever colunas políticas defendendo a ideologia Democrata. Em 1872, ele escreveu uma coluna desfavorável sobre uma professora, acusando-a de "procurar liberdades" com os jovens no dormitório. Ela contratou o advogado Lew Wallace, autor do romance Ben-Hur: A Tale of the Christ, e abriu um processo exigindo que Marshall pagasse US$ 20 000 por difamação. Marshall viajou para Indianápolis à procura de um advogado de defesa, contratando Benjamin Harrison, futuro Presidente dos Estados Unidos, na época um proeminente advogado na região. Harrison fez o processo ser retirado ao provar que as acusações de Marshall eram provavelmente verdadeiras. Em suas memórias, Marshall conta que quando foi pagar Harrison o advogado falou que não iria cobrar pelo serviço, mas que lhe daria uma palestra sobre ética.
Marshall foi eleito para a fraternidade Phi Beta Kappa durante seu último ano de faculdade. Ele se formou em junho de 1873, recebendo nota máxima em quatorze das trinta e seis matérias em uma classe de vinte e um estudantes. Como resultado do caso de difamação, Marshall passou a ficar cada vez mais interessado em direito e começou a procurar algum professor. Na época, o único modo de tornar-se advogado em Indiana era ser o aprendiz de um membro da associação do tribunal do estado. Seu tio-avô Woodson Marshall começou a ajudá-lo, mas logo teve de retirar-se. Marshall então voltou a morar com os pais, que haviam se mudado para Columbia City. Lá, ele estudou por mais de um ano no escritório de Walter Olds, futuro membro da Suprema Corte de Indiana, e entrou na associação do tribunal em 26 de abril de 1875.

### Advocacia

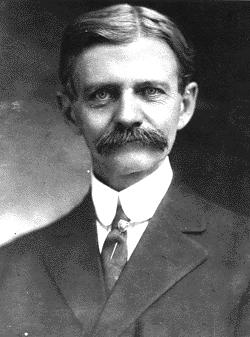
Marshall c. 1900.

Marshall abriu uma firma de advocacia em Columbia City no ano de 1876, pegando casos pequenos. Depois de ganhar destaque, ele aceitou William F. McNagny como parceiro em 1879 e começou a pegar muitos casos de defesa criminal. Os dois homens funcionavam bem como parceiros; McNagny tinha um maior conhecimento da lei e trabalhava nos argumentos, e Marshall, melhor orador, defendia os casos perante o juiz e o júri. A firma deles ficou bem conhecida na região após cuidarem de vários casos de destaque. Em 1880, Marshall concorreu a um cargo público pelo Partido Democrata pela primeira vez, promotor público do distrito. O distrito era um reduto Republicano e ele foi derrotado. Ao mesmo tempo, ele conheceu e ficou noivo de Kate Hooper. Ela morreu em 1882 um dia antes do casamento. Sua morte foi um enorme choque emocional para Marshall, fazendo com que ele virasse alcoólatra.
Marshall morou com seus pais até seus trinta anos. Seu pai morreu no final da década de 1880 e sua mãe em 1894, deixando para ele as propriedades da família e negócios. Em 1895, Marshall conheceu Lois Irene Kimsey, que estava trabalhando na firma de advocacia do pai. Apesar dos seus dezoito anos de diferença, os dois se apaixonaram a casaram-se em 2 de outubro. Os Marshall eram muito próximos e quase inseparáveis, tendo passado apenas duas noites longe um do outro durante seu casamento de trinta anos.
Seu alcoolismo já afetava sua vida antes do casamento. Marshall chegou inúmeras vezes em tribunais de ressaca e não conseguiu esconder seu vício da população da cidade. Sua esposa o ajudou a superar seu problema com bebidas após trancá-lo em casa por duas semanas para submeter-se a um regime de tratamento. Depois disso, ele tornou-se ativo em organizações de temperança e passou a fazer vários discursos sobre os perigos das bebidas alcoólicas. Apesar de ter largado o vício, seu alcoolismo foi posteriormente usado contra ele durante sua campanha para governador.
Marshall continuou ativo no Partido Democrata após ser derrotado em 1880, fazendo discursos e ajudando na realização de comícios pelo estado. Seus discursos eram bem partidários, mas sua retórica gradualmente mudou de um ponto de vista conservador na década de 1890 para uma posição progressista. Ele tornou-se membro do Comitê Democrata Central em 1904, aumentando sua popularidade e influência no partido.
Marshall e sua esposa se envolveram em várias organizações privadas. Ele frequentava a Igreja Presbiteriana, ensinava em uma escola e atuava no conselho do condado. Enquanto sua fortuna crescia, ele passou a se envolver em instituições de caridade locais. Maçom e membro da Grande Loja de Indiana, era Maçom Mestre em 1898 e já havia chegado ao 33º nível no Rito Escocês, o nível mais alto da ordem, sendo também membro de sua Suprema Corte. Marshall permaneceu ativo na maçonaria até sua morte.

## Governador de Indiana

### Campanha
Marshall recusou em 1906 a indicação do partido para concorrer ao Congresso. Entretanto, indicou aos líderes Democratas que estaria interessado em concorrer a governador nas eleições de 1908. Ele logo ganhou o apoio de vários sindicatos importantes e de um repórter do The Indianapolis Star. Foi considerado um azarão na convenção do partido. Thomas Taggart, líder do Partido Democrata de Indiana, não o apoiou porque Marshall era a favor da lei seca. Taggart queria que o partido indicasse o anti-proibicionista Samuel M. Ralston, porém as facções anti-Taggart e proibicionistas uniram-se aos apoiadores de Marshall, dando-lhe os votos necessários para vencer.

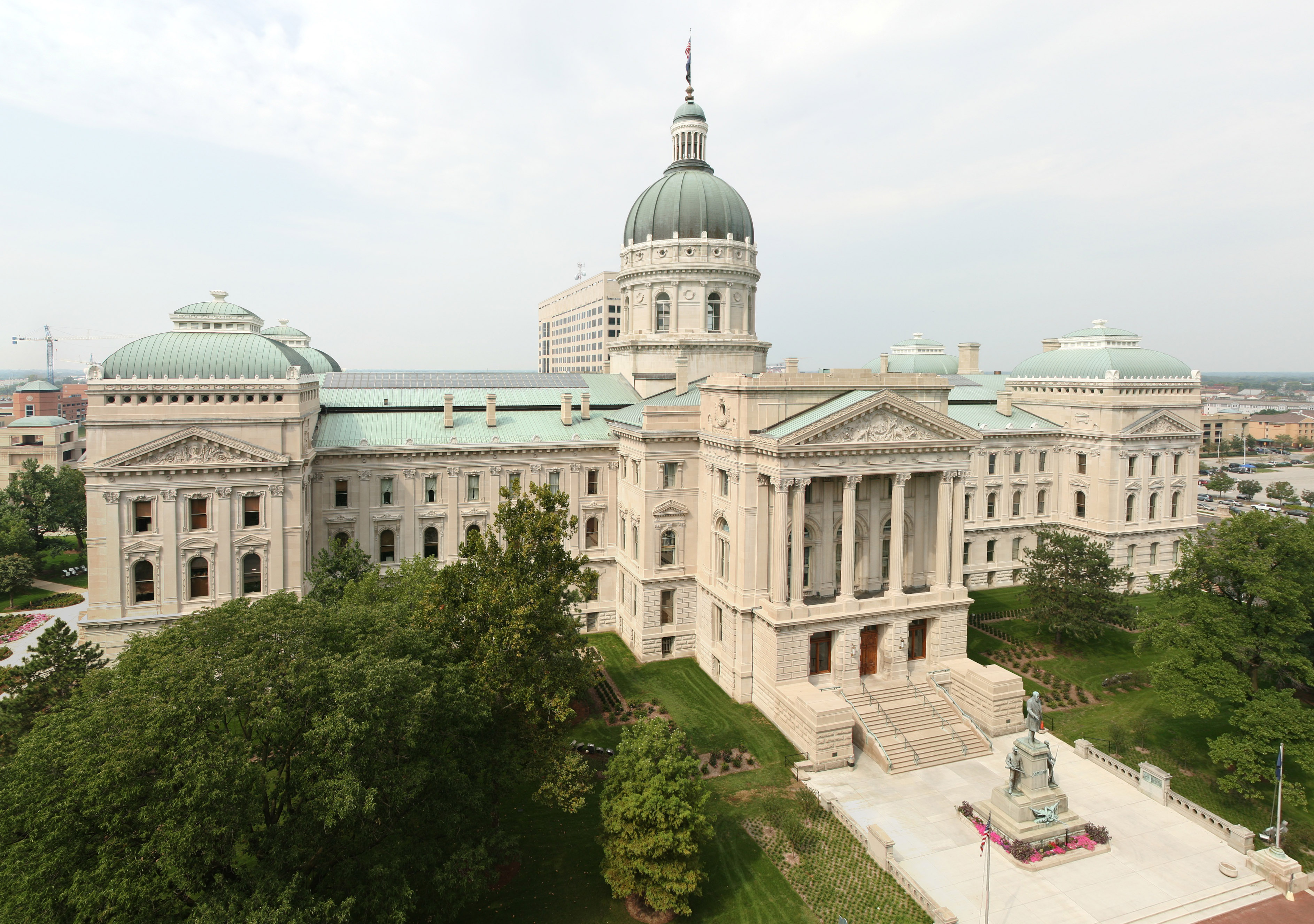
A Assembleia Legislativa de Indiana em Indianápolis.

O oponente de Marshall na eleição foi o congressista Republicano James E. Watson, e a campanha focou-se em temperança e proibição. Bem no início, o governo Republicano passou uma lei estadual que permitia que condados proibissem a venda de bebidas alcoólicas se assim desejassem. A lei tornou-se um ponto central dos debates entre os partidos e seus candidatos. Os Democratas propuseram que a lei fosse alterada para que a decisão fosse tomada pelas prefeituras das cidades. Isso trouxe o apoio de anti-proibicionistas, que a viram como uma oportunidade de reverter a lei seca em certas áreas, e como a única alternativa a proibição total que o Partido Republicano defendia. A posição Democrata também ajudou a manter o apoio dos proibicionistas ao permitir que a lei seca fosse mantida em comunidades onde a maioria apoiava a decisão. O Partido Republicano estava em um período de instabilidade, dividindo-se entre conservadores e progressistas. Seus problemas internos foram decisivos no resultado da eleição, dando a Marshall uma vitória apertada: 48,1% contra 48%. Ele foi o primeiro governador Democrata em duas décadas. Os Democratas também tornaram-se maioria na Câmara dos Representantes, apesar dos Republicanos terem mantido o controle do Senado.

### Progressivismo

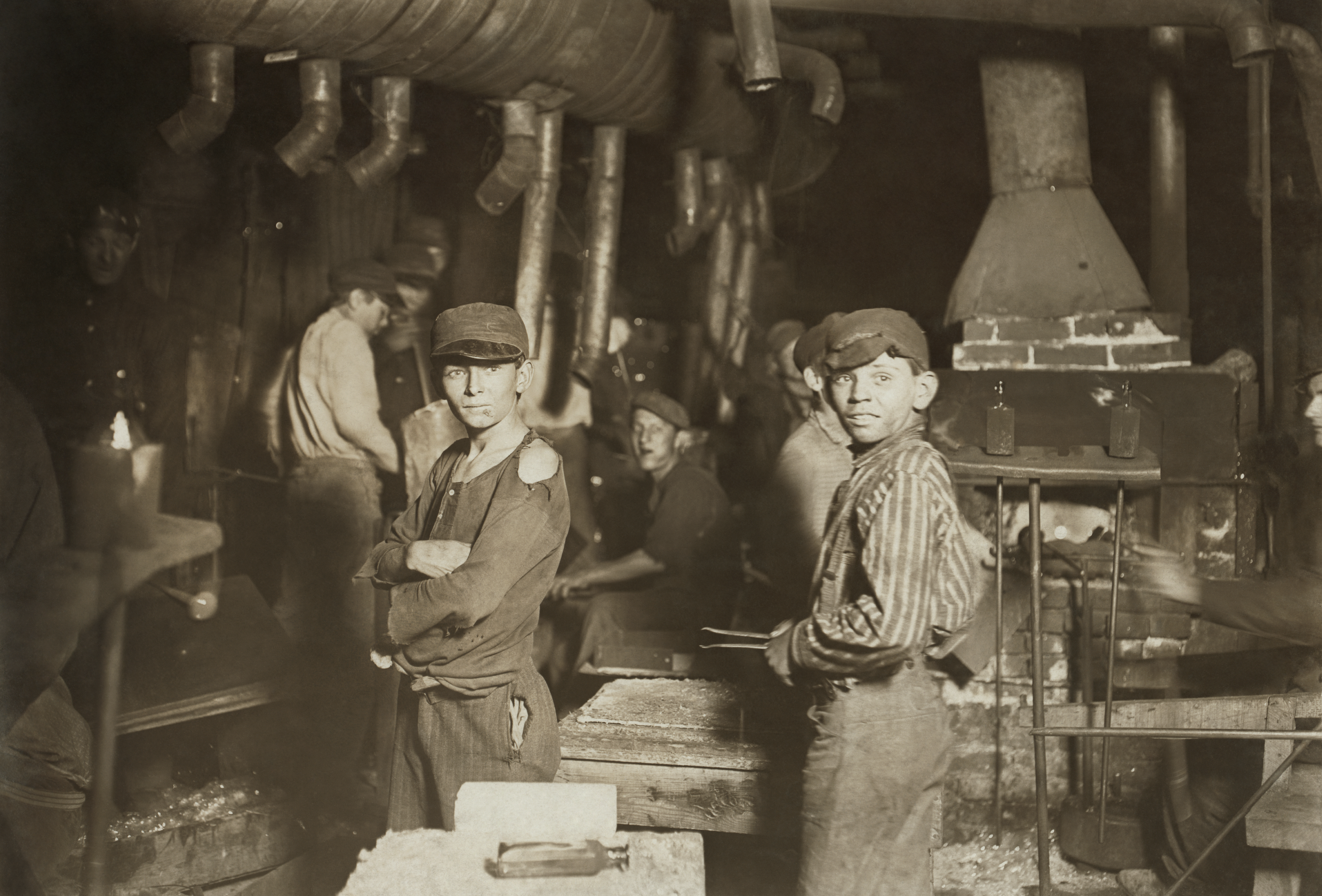
Crianças em uma fábrica de vidro. O trabalho infantil terminou em Indiana por leis aprovadas por Marshall.

Marshall tomou posse como Governador de Indiana em 11 de janeiro de 1909. Já que seu partido estava há anos longe do poder, seu objetivo inicial era designar o maior número possível de Democratas para posições de clientelismo. Marshall tentou evitar envolver-se diretamente no sistema de clientelismo. Ele permitiu que diferentes facções do partido tivessem posições, e nomeou apenas algumas de suas próprias escolhas. Ele deixou que Taggart cuidasse do processo e escolhesse os candidatos, mas assinou as nomeações oficiais. Apesar de sua posição ter mantido a paz dentro do partido, isso impediu que Marshall desenvolvesse uma forte base política.
Durante seu mandato, Marshall focou-se principalmente em pautas progressistas. Ele defendeu com sucesso a aprovação de leis contra o trabalho infantil e legislações anticorrupção. Ele apoiou a eleição popular de senadores dos EUA, e a emenda constitucional para permitir isso foi ratificada pela Assembleia Legislativa de Indiana durante seu mandato. Ele também reformulou as agências de auditoria do estado e afirmou ter salvo milhões de dólares do governo. Ele não conseguiu aprovar o resto dos itens da plataforma progressista ou persuadir o legislativo a convocar uma convenção para reescrever a constituição estadual, expandindo os poderes reguladores do governo.
Marshall era um grande opositor das recém aprovadas leis de Indiana sobre eugenia e esterilização, ordenando que as instituições estaduais não as seguissem. Ele foi um dos primeiros oponentes de destaque das leis de eugenia, e Marshall manteve essa posição em sua vice-presidência. Seu governo foi o primeiro em que nenhuma execução ocorreu, principalmente devido a sua oposição a pena de morte e seu hábito de perdoar e comutar as sentenças das pessoas condenadas a execução. Ele atacou regularmente corporações e usou leis antitruste recém-criadas para tentar quebrar vários grandes negócios. Marshall também participou de vários eventos cerimoniais, incluindo colocar pessoalmente o último tijolo dourado para finalizar a construção do Indianapolis Motor Speedway em 1909.

### Nova constituição
Reescrever a constituição estadual tornou-se o foco central de Marshall como governador, e após a convocação de uma convenção constituinte ter sido recusada pela Assembleia Geral ele começou a procurar meios alternativos para ter uma nova constituição adotada. Ele e Jacob Piatt Dunn, um amigo pessoal e líder cívico, escreveram uma nova constituição que aumentava consideravelmente os poderes reguladores do estado, definia salários-mínimos e dava proteções aos sindicatos. Muitas dessas reformas também estavam sob a plataforma do Partido Socialista e seu líder, Eugene V. Debs. Os Republicanos acreditavam que a constituição de Marshall era uma tentativa de ganhar os apoiadores de Debs, que eram fortes em Indiana. O documento também permitia a realização de iniciativas populares e referendos democráticos. A assembleia controlada pelos Democratas concordou com o pedido e colocou a medida no plenário. Seus oponentes atacaram as provisões democratas, afirmando que eram violações diretas da Constituição dos Estados Unidos, que requeria que os estados operassem formas republicanas de governo. As eleições de 1910 deram aos Democratas o controle do Senado de Indiana, aumentando as chances da constituição ser aprovada. Marshall a apresentou a Assembleia Geral em 1911, recomendando que ela fosse enviada aos eleitores na eleição de 1912.
Os Republicanos se opuseram à ratificação do processo, enfurecendo-se que os Democratas estavam tentando revisar toda a constituição sem convocar uma assembleia constituinte, como tinha sido o caso nas duas constituições estaduais anteriores. Marshall rebateu dizendo que uma convenção não era necessária porque a atual não requeria uma. Os Republicanos levaram a questão até a Corte do Condado de Marion, conseguindo uma liminar que removia a nova constituição da votação de 1912. Marshall apelou, mas a Suprema Corte de Indiana manteve a decisão em um julgamento que afirmou que, baseado nas duas constituições anteriores, a Constituição de Indiana não poderia ser substituída em sua totalidade sem uma assembleia constituinte. Marshall ficou furioso com a decisão e fez um discurso atacando a corte, acusando-a de ignorar sua autoridade. Ele tentou uma última apelação na Suprema Corte dos Estados Unidos, porém saiu do cargo em janeiro de 1913 com a situação ainda em aberto. Mais tarde naquele ano, a corte negou a apelação, decidindo que a questão era de jurisdição das cortes do estado. Marshall ficou muito desapontado com o resultado. Historiadores da posterioridade, como a Professora Linda Gugin, chamaram o processo e o documento de "irremediavelmente falho", e o especialista jurídico James St. Clair escreveu que caso a constituição tivesse sido adotada, grande porções seriam consideradas inconstitucionais.

## Vice-presidência

### Eleição

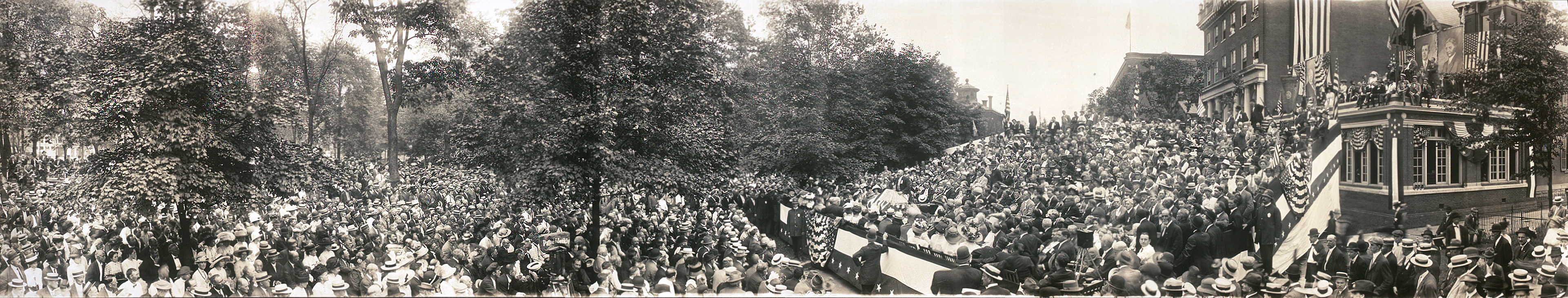
Uma multidão em Indianápolis ouve Samuel M. Ralston falar enquanto Thomas R. Marshall prepara-se para discursar aceitando a indicação a vice-presidente, 10 de agosto de 1912.

A nova constituição de Indiana impediu que Marshall servisse um segundo mandato como governador. Ele planejou concorrer para senador ao final de seu mandato, porém outra oportunidade surgiu durante seus últimos meses como governador. Apesar de não ter participado da Convenção Nacional Democrata de 1912 em Baltimore, seu nome foi colocado como a escolha de Indiana para presidente. Ele foi sugerido como um candidato de harmonização, porém William Jennings Bryan e os participantes apoiaram Woodrow Wilson sobre Champ Clark. Os representantes de Indiana pressionaram para ter Marshall como candidato a vice-presidência em troca do apoio a Wilson. Indiana era um swing state importante, e Wilson esperava que a popularidade de Marshall o ajudasse na eleição. Ele e seus representantes apoiaram Marshall, conseguindo-lhe a indicação a vice-presidente. Marshall recusou a indicação, presumindo que o cargo seria chato por causa de suas poucas funções. Ele mudou de ideia após Wilson ter lhe assegurado que iria receber várias responsabilidades. Durante a campanha, Marshall viajou pelo país discursando. A chapa Wilson–Marshall venceu facilmente a eleição de 1912 por causa da divisão entre o Partido Republicano e o Partido Progressista.
Marshall não gostava de Wilson, discordando dele em várias questões. Apesar de Wilson ter convidado Marshall para várias reuniões de gabinete, suas ideias eram raramente consideradas, e ele eventualmente parou de comparecer regularmente. Em 1913, Wilson encontrou-se pessoalmente com membros do senado, algo nunca antes visto, para discutir política. Antes disso, os presidentes usavam o vice-presidente (que atua como presidente do senado) como um intermediário; Wilson usou essa oportunidade para mostrar que não confiava em Marshall para assuntos delicados. Em suas memórias, o único comentário negativo que Marshall fez de Wilson foi, "Eu às vezes pensava que grandes homens são a ruína da civilização, eles são a verdadeira causa de toda amargura e discórdia que ascende a qualquer coisa no mundo". A relação deles foi descrita como "funcionando em animosidade".

### Presidente do senado

Presidente Woodrow Wilson.

Marshall não ficou ofendido pela falta de interesse que Wilson tinha por suas ideias, considerando seu principal dever constitucional como sendo o senado. Ele via a vice-presidência como um cargo pertencente ao legislativo, não ao executivo. Enquanto presidia o senado, as emoções algumas vezes afloravam, incluindo durante um debate em 1916 sobre as intervenções dos Estados Unidos no México. Durante o debate, Marshall ameaçou expulsar alguns senadores por comportamento exacerbado, mas não cumpriu a ameaça. Em várias ocasiões, ele ordenou que a câmara do senado fosse esvaziada. Em oito ocasiões, ele votou para desempatar alguma decisão.
Em discussões sobre a Primeira Guerra Mundial, certos senadores isolacionistas impediram que debates fossem encerrados em medidas que Wilson considerava importante. Os debates duravam semanas ou até mesmo meses. Wilson e os apoiadores das medidas pediram para que Marshall colocasse uma ordem de supressão para encerrar os debates, mas ele se recusou por motivos éticos, permitindo que várias medidas fossem derrotadas na esperança que a oposição eventualmente terminasse com a discussão. Entre as medidas derrotadas estava uma que permitia que navios mercantes se armassem, e outra que permitia que os EUA vendessem armas diretamente para os países aliados. Apesar de suas vitórias, o pequeno grupo de senadores continuou a bloquear o senado para impedir a aceitação de quaisquer legislações pró-guerra. Em resposta, Marshall fez o senado adotar uma nova regra 8 de março de 1917, permitindo que impasses fossem encerrados por uma maioria de dois terços dos senadores votantes. Isso substituiu a regra anterior que permitia que qualquer senador prolongasse o debate pelo tempo que desejasse. Essa regra foi modificada várias vezes nos anos seguintes; a atual requer três quintos de todos os senadores, não apenas dos votantes.
Como Marshall aparecia pouco e era visto como uma figura cômica em Washington, D.C. por causa de seu senso de humor, vários líderes do Partido Democrata queriam que ele fosse removido da chapa para a reeleição em 1916. Após deliberação, Wilson decidiu manter Marshall para demonstrar unidade no partido; assim, em 1916, Marshall venceu a reeleição contra o ainda dividido Partido Republicano e tornou-se o primeiro vice-presidente a ser reeleito desde John C. Calhoun em 1828, e Wilson e Marshall tornaram-se o primeiro presidente e vice-presidente a serem reeleitos juntos desde James Monroe e Daniel D. Tompkins em 1820.

### Primeira Guerra Mundial
Durante o segundo mandato de Marshall, os Estados Unidos entraram na Primeira Guerra Mundial. Ele relutantemente apoiava a guerra, acreditando que o país estava despreparado e temendo que seria necessário decretar conscrição. Ele ficou feliz com a estratégia de Wilson de começar um fortalecimento militar antes de uma declaração oficial, apoiando totalmente o esforço de guerra assim que ele começou. Pouco depois das primeiras tropas terem sido enviadas para a Europa, Marshall e Wilson receberam uma delegação do Reino Unido em que ele ficou a par da estratégia primária de combate. Entretanto, ele foi excluído dos planejamentos de guerra e raramente recebia atualizações oficiais sobre o progresso das campanhas. Na maioria das vezes, ele recebia as notícias através dos jornais.

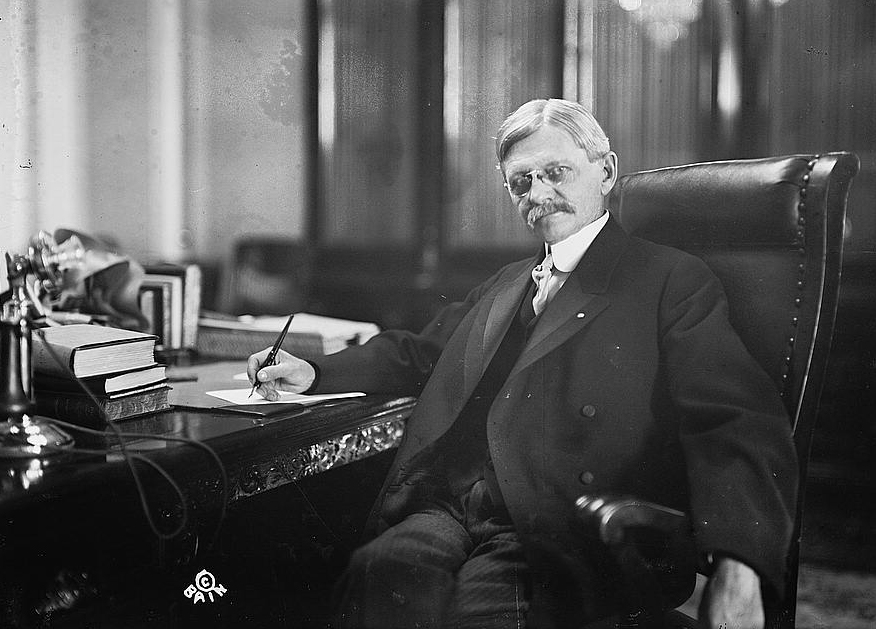
Marshall em seu escritório.

Na tarde de 2 de junho de 1915, Eric Muenter, um anarquista e professor de alemão que opunha-se ao apoio norte-americano ao esforço de guerra aliado, invadiu a câmara do senado e colocou dinamite perto da porta do escritório de Marshall. A bomba explodiu prematuramente, pouco antes da meia-noite quando não havia ninguém no prédio. Em 5 de julho, Muenter invadiu a casa de Jack Morgan, filho de J. P. Morgan, em Glen Cove, Nova Iorque, e exigiu que ele impedisse a venda de armas aos países aliados. Morgan disse que não estava em condições de cumprir com a exigência; Muenter bateu na cabeça dele e fugiu. Ele foi posteriormente preso e confessou ter tentado assassinar o vice-presidente. Foi oferecido a Marshall um destacamento de segurança, mas ele recusou.
Wilson enviou Marshall pelo país para realizar vários discursos motivadores e encorajar os norte-americanos a comprar bônus de guerra para apoiar o combate. Marshall estava bem-preparado para o trabalho e aceitou a responsabilidade com prazer, já que estava ganhando dinheiro extra como orador público durante sua vice-presidência. Em seus discursos, chamou a guerra de uma "cruzada moral para preservar a dignidade do estado pelos direitos individuais". Em suas memórias, Marshall lembra que a guerra parecia arrastar-se com "pés de barro", e que ficou aliviado quando finalmente acabou. Quando a guerra aproximava-se do seu fim, Marshall tornou-se o primeiro vice-presidente a realizar reuniões de gabinete; Wilson o incumbiu com a responsabilidade enquanto viajava pela Europa para assinar o Tratado de Versalhes e conseguir apoio para a Sociedade das Nações. Wilson tornou-se o primeiro presidente a pessoalmente entregar um tratado para ser ratificado pelo senado, apresentando-o a Marshall durante uma sessão matinal.

### Morrison
A esposa de Marshall envolveu-se em várias atividades de caridade em Washington e passou muito tempo trabalhando na Diet Kitchen Welfare Center cozinhando refeições para crianças pobres. Em 1917, ela conheceu a mãe de gêmeos recém-nascidos, e um deles tinha uma doença crônica. Os pais da criança não conseguiam tratamento adequado para o garoto, e Lois Marshall ficou muito próxima do bebê, chamado de Clarence Ignatius Morrison, oferecendo-se para ajudar os pais a encontrar tratamento. Ela e Marshall não conseguiam ter um filho e, quando Lois trouxe o bebê para casa, Thomas lhe disse que poderia "ficar com ele, desde que ele não gritasse ...". Marshall passou a amar muito o menino e escreveu que "nunca andei pelas ruas de Washington com tanta certeza quanto ele entrou no meu coração", e, enquanto a criança crescia, que ele era "lindo como um anjo; brilhante para a sua idade; amável de qualquer ponto de vista".

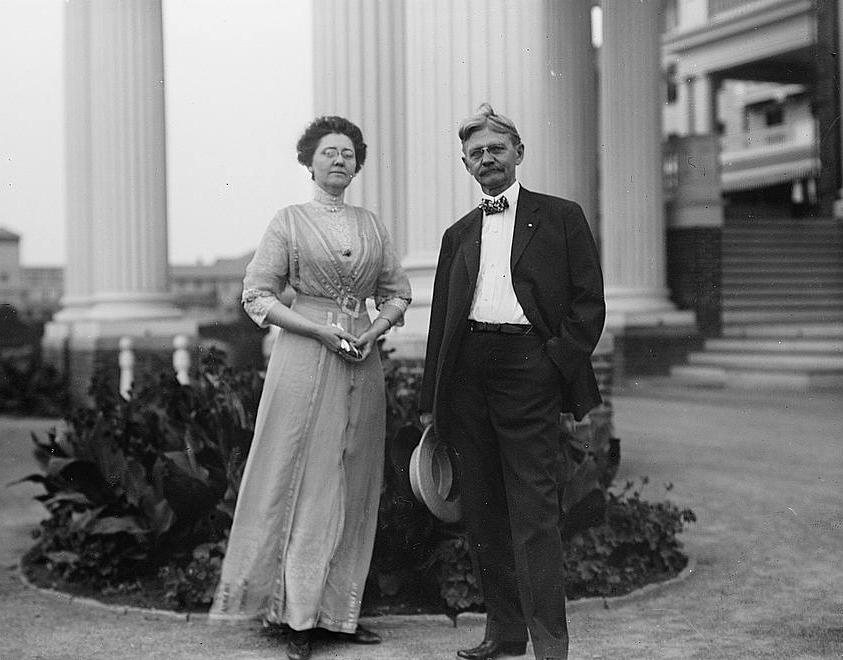
Lois e Thomas Marshall em Washington.

Os Marshall nunca adotaram oficialmente Morrison por acreditarem que passar pelo processo enquanto os pais da criança ainda estivessem vivos pareceria muito incomum ao público. Querendo manter a situação em segredo, eles fizeram um acordo pessoal com os pais. O Presidente Wilson viu-se obrigado a reconhecer a criança como filho do casal, enviando-lhes uma mensagem que simplesmente dizia, "Felicitações pelo bebê. Wilson". Morrison viveu com os Marshall pelo resto de sua vida. Em correspondências eles o chamavam de Morrison Marshall, mas pessoalmente de Izzy. Lois foi a vários médicos e passou todo seu tempo livre cuidando dele, porém a saúde da criança piorou e ela morreu em fevereiro de 1920, pouco antes de seu quarto aniversário. Sua morte devastou Marshall, que escreveu que Izzy "foi e sempre será muito querido para mim ...".

### Crise da sucessão
Wilsou sofreu um derrame leve em setembro de 1919. Em 2 de outubro, ele teve um derrame muito mais sério que o deixou parcialmente paralisado e quase certamente incapacitado. O conselheiro mais próximo de Wilson, Joseph Patrick Tumulty, não acreditava que Marshall seria um presidente adequado e tomou medidas para impedir que ele assumisse a presidência. A esposa de Wilson, Edith Bolling Galt Wilson, não gostava do vice-presidente por causa de seu caráter "grosseiro", e também se opôs a sua ascensão à presidência. Tumulty e Edith Wilson acreditavam que um comunicado oficial do gabinete de Wilson sobre a condição do presidente permitiria que Marshall acionasse o mecanismo constitucional que lhe tornaria presidente interino, e impediram que qualquer tipo de comunicado fosse emitido. Depois de Marshall exigir saber a verdadeira condição de Wilson para preparar-se para a possibilidade de tornar-se presidente, eles fizeram um repórter do The Baltimore Sun contar que o presidente estava perto de sua morte. Marshall posteriormente disse que "foi o primeiro grande choque da minha vida", porém, sem nenhum comunicado oficial sobre a condição de Wilson, ele não acreditava que poderia assumir a presidência constitucionalmente.
Em 5 de outubro, Robert Lansing, secretário de estado, foi o primeiro oficial a sugerir que Marshall assumisse a presidência à força. Outros secretários de gabinete apoiaram o pedido de Lansing, assim como líderes do Congresso, incluindo membros tanto do partido Democrata quanto do Republicano em comunicados secretos a Marshall. O vice-presidente estava cauteloso em aceitar as ofertas de apoio. Depois de conversar com sua esposa e seu conselheiro pessoal de longa data, Mark Thistlethwaite, ele recusou-se a assumir as funções de Wilson e tornar-se Presidente Interino dos Estados Unidos. O processo para declarar um presidente incapacitado não era claro na época, e ele temia criar um precedente caso removesse Wilson à força do cargo. Marshall queria que o presidente permitisse voluntariamente que seus poderes fossem passados para o vice-presidente, mas isso era impossível devido a condição de Wilson e improvável pelo fato dele não gostar de Marshall. O vice-presidente informou o gabinete que ele assumiria a presidência apenas se o Congresso pedisse através de uma resolução, ou se um comunicado oficial de Wilson ou sua equipe fosse emitido declarando a inabilidade do presidente para realizar suas funções.
A esposa de Wilson e seu médico pessoal mantiveram o presidente isolado, com apenas seus conselheiros mais próximos recebendo permissão para vê-lo; ninguém divulgava nenhuma informação oficial sobre sua condição. Apesar de Marshall ter tentado se encontrar com Wilson para determinar pessoalmente sua condição, ele não conseguiu fazer isso, e contou com apenas atualizações vagas recebidas via os boletins publicados pelo médico do presidente. Um grupo de líderes do Congresso, acreditando que Wilson e seus conselheiros não iriam voluntariamente passar os poderes para o vice-presidente, iniciaram o pedido de Marshall para uma resolução. Porém, os senadores que se opunham a Sociedade das Nações acreditavam que Marshall, como presidente, faria várias concessões para permitir a ratificação do tratado. Em sua presente condição, Wilson não queria ou não podia fazer as concessões, e o debate sobre o projeto de lei ficou em impasse. Para impedir a ratificação do tratado, os senadores anti-Sociedade bloquearam a resolução.
Em 4 de dezembro, Lansing anunciou durante uma reunião do senado que ninguém do gabinete havia falado ou visto Wilson há mais de sessenta dias. Os senadores que desejavam elevar Marshall à presidência pediram que um comitê fosse enviado para determinar a condição do presidente, esperando conseguir evidências para sua causa. O grupo descobriu que Wilson estava com a saúde péssima, porém parecia ter se recuperado a ponto de tomar decisões. O relatório terminou com a necessidade de uma resolução.
Em uma missa de domingo no meio de dezembro, que Marshall acreditava ser uma tentativa de outros oficiais para forçá-lo a assumir a presidência, um mensageiro lhe contou que Wilson havia morrido. Marshall ficou chocado, e anunciou a notícia para a congregação. Os pastores fizeram uma oração, a congregação começou a cantar hinos e muitos choraram. Marshall e sua esposa deixaram o local e ligaram para a Casa Branca afim de determinar o que fazer a seguir, descobrindo terem sido vítimas de uma armação e que o presidente ainda estava vivo.
Marshall realizou algumas funções cerimoniais pelo restante do mandato, como receber dignitários estrangeiros. Dentre eles estava o Rei Alberto I da Bélgica, o primeiro monarca europeu a visitar os Estados Unidos. Eduardo, Príncipe de Gales, futuro rei do Reino Unido, passou dois dias com Marshall e teve um passeio pessoal por Washington junto com ele. A primeira-dama Edith Wilson realizava a maioria dos deveres diários de governo ao ler todos os comunicados de Wilson e decidindo quais seriam mostrados a ele e quais seriam delegados a outros. A falta de liderança resultante permitiu que os oponentes da administração impedissem a ratificação do tratado da Sociedade das Nações. Eles atacaram o artigo décimo do tratado, que acreditavam forçar os Estados Unidos a aliar-se com os países europeus e entrar em guerra sem um ato do Congresso. Marshall apoiava pessoalmente a adoção do tratado, mas recomendou várias mudanças, incluindo que todos os países adotassem a Doutrina Monroe e a influência dos Estados Unidos, e que o artigo décimo não fosse vinculativo.
Wilson começou a recuperar-se no final de 1919, porém permaneceu isolado pelo restante de seu mandato, firme em sua recusa ou incapacidade de aceitar mudanças no tratado. Marshall não recebeu permissão de vê-lo até seu último dia no cargo para que não descobrisse a verdadeira condição do presidente. Permanece pouco claro quem estava tomando as decisões executivas durante todo esse período, mas é provável que era a primeira-dama junto com os conselheiros presidenciais.

## Últimos anos

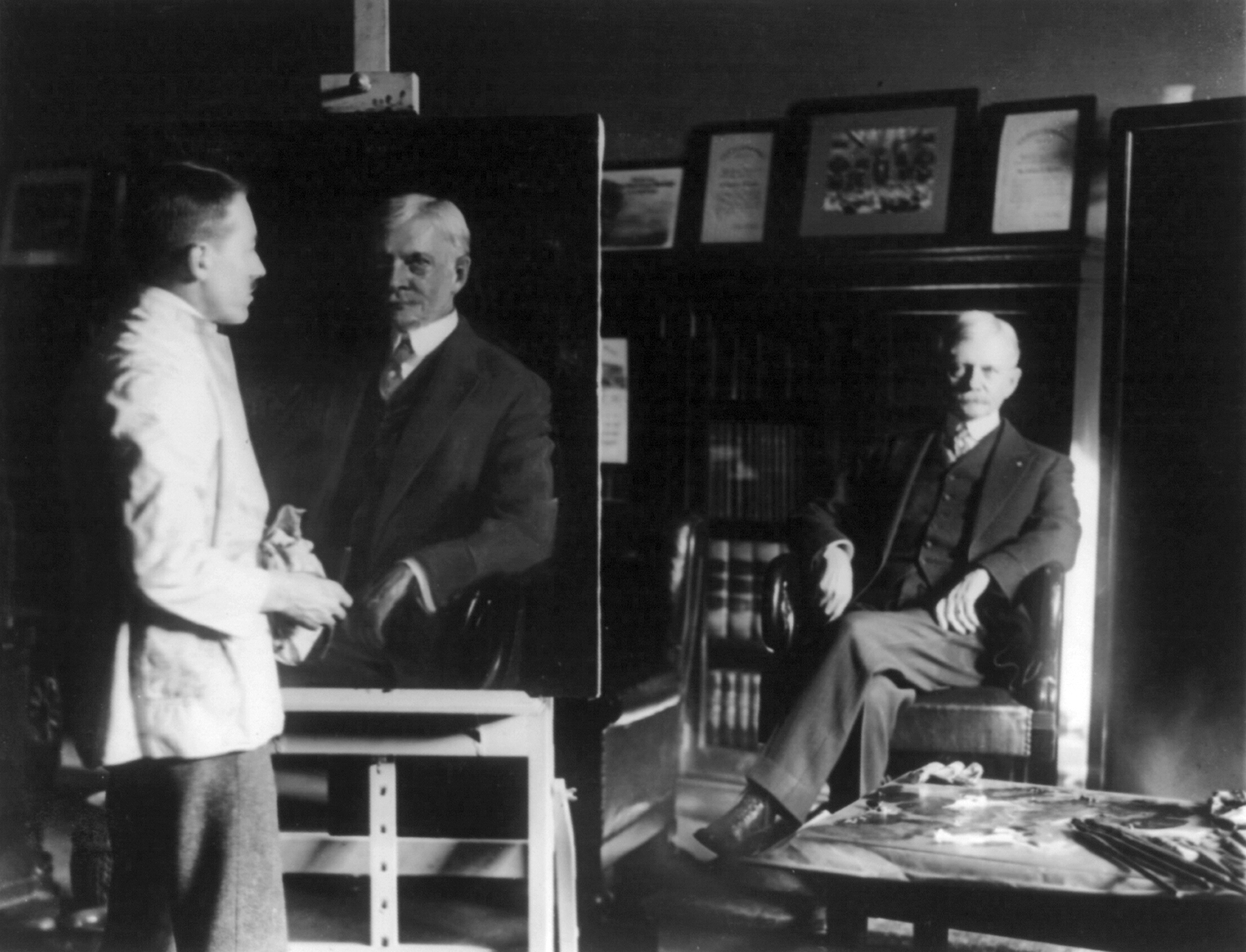
Marshall tendo seu retrato pintado por Wayman Adams, 1919.

Marshall colocou seu nome como possível candidato presidencial na Convenção Nacional Democrata de 1920. Ele fez acordos com Thomas Taggart para que uma delegação fosse enviada de Indiana para apoiar sua candidatura, porém não conseguiu apoio de outras partes. No final, ele apoiou os indicados Democratas, James M. Cox para presidente e Franklin Delano Roosevelt para vice-presidente, porém eles foram derrotados pela chapa Republicana formada por Warren G. Harding e Calvin Coolidge. Depois da eleição, Marshall enviou um bilhete para Coolidge oferecendo seus "sinceros pêsames" pelo infortúnio dele ter sido eleito vice-presidente.
Marshall considerou voltar para Columbia City ao final de seu mandato, mas acabou abrindo uma firma de advocacia e comprando uma casa em Indianápolis, onde acreditava ter melhores oportunidades de negócios. Harding o indicou para servir na Lincoln Memorial Commission em 1921, e depois em 1922 para uma posição mais lucrativa na Federal Coal Commission; Marshall renunciou das duas comissões em 1923. Ele passou mais de um ano escrevendo livros sobre direito e Recollections, um livro de memórias bem humorado. As memórias foram completadas em maio de 1925 e vários historiadores na posterioridade perceberam que ele era bem incomum, mesmo para a época, por não revelar segredos ou atacar seus inimigos políticos. Marshall permaneceu um orador público popular, e continuou a viajar para discursar. Seu último discurso foi para estudantes de uma escola em North Manchester, sua cidade natal.
Enquanto passava por Washington, D.C. em uma viagem, Marshall teve um infarto agudo do miocárdio enquanto lia sua bíblia na cama na noite de 1 de junho de 1925. Sua esposa pediu ajuda médica, mas ele morreu antes do resgate chegar. Uma missa foi realizada em Washington dois dias depois e teve a presença de vários dignitários. O corpo de Marshall voltou para Indianápolis, onde foi velado por dois dias; centenas de pessoas visitaram seu esquife. Seu funeral ocorreu em 9 de junho, e ele foi enterrado no Cemitério Crown Hill ao lado do túmulo de seu filho adotivo Morrison "Izzy" Marshall. Lois Marshall mudou-se para o Arizona e permaneceu viúva pelo resto de sua vida, vivendo com a pensão de US$ 50 000 de seu marido que ela conseguiu ao vender suas memórias para a editora Bobbs-Merrill Company. Ela morreu em 1958 e foi enterrada junto com Marshall.

## Humor
Marshall era conhecido por sua perspicácia e bom senso de humor. Ao saber sobre sua indicação a vice-presidente, ele anunciou que não estava surpreso, já que "Indiana é a mãe dos vice-presidentes; casa de mais homens de segunda classe do que qualquer outro estado". Uma de suas piadas favoritas era sobre uma mulher com dois filhos, um foi para o mar e o outro foi eleito vice-presidente; nunca mais soube-se dos dois.
Seu humor causou-lhe problemas em Washington. Ele era conhecido por saudar cidadãos que passavam por seu escritório em passeio pela Casa Branca dizendo, "Se me virem como um animal selvagem, sejam gentis o bastante para jogarem amendoins em mim". Isso fez Wilson mudar o escritório de Marshall para o senado, onde ele não seria perturbado por visitantes. Em resposta a uma proposta do conselho do Instituto Smithsoniano para enviar uma equipe de arqueólogos para ruínas na Guatemala, Marshall sugeriu que eles escavassem Washington. Ao ser perguntado por quê, ele respondeu que, julgando pela aparência das pessoas que andavam pelas ruas, eles encontrariam homens das cavernas enterrados a menos de sete palmos. Essa piada não foi bem recebida, e ele foi excluído de reuniões do conselho por quase um ano.
Suas afirmações sérias também lhe causaram problemas. Alguns de seus discursos públicos em 1913, em que ele pareceu defender ideias radicais em relação à herança de propriedades, foram muito criticados.
A perspicácia de Marshall é mais lembrada a partir de uma frase que ele introduziu no vocabulário norte-americano. Em 1917, durante um debate no senado, enquanto o Senador Joseph L. Bristow catalogava uma longa lista sobre aquilo que ele achava que o país precisava, Marshall inclinou-se para um de seus ajudantes e disse, "O que esse país precisa é mais disso; o que esse país precisa é mais daquilo". Ele então brincou, alto o bastante para a maioria das pessoas na câmara ouvir, "O que esse país precisa é um bom charuto de cinco centavos", que provocou risadas em vários senadores.

## Legado
A situação que surgiu com a incapacidade de Wilson, pela qual a vice-presidência de Marshall é mais lembrada, reviveu o debate nacional sobre o processo da sucessão presidencial. O tópico já estava sendo discutido quando Wilson foi para a Europa, que o influenciou a deixar que Marshall realizasse reuniões de gabinete em sua ausência. A incapacidade de Wilson em 1919 e a falta de ação por parte de Marshall fez disso uma questão importante. As falhas constitucionais sobre o processo de sucessão já eram conhecidas desde a morte do Presidente William Henry Harrison em 1841, porém pouco havia sido feito para que uma emenda constitucional fosse passada a fim de concertar o problema. Quase cinquenta anos depois, a Décima Quinta Emenda foi ratificada, permitindo que o vice-presidente assumisse a presidência em qualquer momento que o presidente fosse considerado incapaz de realizar as funções do cargo.
Historiadores diferiram em suas avaliações da vice-presidência de Marshall. Claire Suddath elegeu Marshall como um dos piores vice-presidentes da história do país em uma artigo de 2008 para a revista TIME. Samuel Eliot Morison escreveu que caso Marshall tivesse efetuado seus deveres constitucionais, assumido a presidência e feito as concessões necessárias para a aceitação do tratado da Sociedade das Nações no final de 1920, os Estados Unidos teriam se envolvido muito mais nas questões europeias e poderiam ter ajudado a evitar a ascensão de Adolf Hitler, que começou no ano seguinte. Morrison e vários outros historiadores afirmam que a decisão de Marshall foi uma das causas indiretas da Segunda Guerra Mundial. Charles Thomas, um dos biógrafos de Marshall, escreveu que apesar de sua hipotética presidência poderia ter transformado a guerra em algo menos provável, especulações modernas sobre o assunto foram injustas com Marshall, que tomou a decisão correta em não remover Wilson à força do cargo, mesmo que temporariamente.

## Histórico eleitoral
| Eleição para Promotor Público do Nordeste de Indiana, 1880 | Eleição para Promotor Público do Nordeste de Indiana, 1880 | Eleição para Promotor Público do Nordeste de Indiana, 1880 | Eleição para Promotor Público do Nordeste de Indiana, 1880 | Eleição para Promotor Público do Nordeste de Indiana, 1880 |
| Partido                                                    | Partido                                                    | Candidato                                                  | Votos                                                      | Porcentagem                                                |
| ---------------------------------------------------------- | ---------------------------------------------------------- | ---------------------------------------------------------- | ---------------------------------------------------------- | ---------------------------------------------------------- |
| —                                                          | Republicano                                                | Elijah Jackson                                             | 5 594                                                      | 52,7%                                                      |
|                                                            | Democrata                                                  | Thomas R. Marshall                                         | 5 023                                                      | 47,3%                                                      |

| Eleição para Governador de Indiana, 1908 | Eleição para Governador de Indiana, 1908 | Eleição para Governador de Indiana, 1908 | Eleição para Governador de Indiana, 1908 | Eleição para Governador de Indiana, 1908 |
| Partido                                  | Partido                                  | Candidato                                | Votos                                    | Porcentagem                              |
| ---------------------------------------- | ---------------------------------------- | ---------------------------------------- | ---------------------------------------- | ---------------------------------------- |
| —                                        | Democrata                                | Thomas R. Marshall                       | 348 439                                  | 48,1%                                    |
|                                          | Republicano                              | James E. Watson                          | 338 262                                  | 48%                                      |
|                                          | Proibição                                | Samuel W. Haynes                         | 15 926                                   | 2,3%                                     |
|                                          | Populista                                | F. J. S. Robinson                        | 986                                      | 0,1%                                     |

| Eleição Presidencial dos Estados Unidos, 1912 | Eleição Presidencial dos Estados Unidos, 1912 | Eleição Presidencial dos Estados Unidos, 1912 | Eleição Presidencial dos Estados Unidos, 1912 | Eleição Presidencial dos Estados Unidos, 1912 | Eleição Presidencial dos Estados Unidos, 1912 | Eleição Presidencial dos Estados Unidos, 1912 | Eleição Presidencial dos Estados Unidos, 1912 | Eleição Presidencial dos Estados Unidos, 1912 | Eleição Presidencial dos Estados Unidos, 1912 |
| Candidato presidencial                        | Partido                                       | Estado                                        | Voto popular                                  | Voto popular                                  | Colégio Eleitoral                             | Running mate                                  | Running mate                                  | Running mate                                  |                                               |
| Candidato presidencial                        | Partido                                       | Estado                                        | Votos                                         | %                                             | Colégio Eleitoral                             | Candidato vice-presidencial                   | Estado                                        | Colégio Eleitoral                             |                                               |
| --------------------------------------------- | --------------------------------------------- | --------------------------------------------- | --------------------------------------------- | --------------------------------------------- | --------------------------------------------- | --------------------------------------------- | --------------------------------------------- | --------------------------------------------- | --------------------------------------------- |
| Woodrow Wilson                                | Democrata                                     | Nova Jérsei                                   | 6 296 284                                     | 41,8%                                         | 435                                           | Thomas R. Marshall                            | Indiana                                       | 435                                           |                                               |
| Theodore Roosevelt                            | Progressista                                  | Nova Iorque                                   | 4 122 721                                     | 27,4%                                         | 88                                            | Hiram Johnson                                 | Califórnia                                    | 88                                            |                                               |
| William Howard Taft                           | Republicano                                   | Ohio                                          | 3 486 242                                     | 23,2%                                         | 8                                             | Nicholas Murray Butler                        | Nova Iorque                                   | 8                                             |                                               |
| Eugene V. Debs                                | Socialista                                    | Indiana                                       | 901 551                                       | 6%                                            | 0                                             | Emil Seidel                                   | Wisconsin                                     | 0                                             |                                               |
| Eugene W. Chafin                              | Proibição                                     | Illinois                                      | 208 156                                       | 1,4%                                          | 0                                             | Aaron S. Watkins                              | Ohio                                          | 0                                             |                                               |
| Arthur E. Reimer                              | Socialista Trabalhador                        | Massachusetts                                 | 29 324                                        | 0,2%                                          | 0                                             | August Gillhaus                               | Nova Iorque                                   | 0                                             |                                               |
| Outros                                        | Outros                                        | Outros                                        | 4 556                                         | 0%                                            | —                                             | Outros                                        | Outros                                        | —                                             |                                               |
| Total                                         | Total                                         | Total                                         | 15 048 834                                    | 100%                                          | 531                                           |                                               |                                               | 531                                           |                                               |
| Necessários para vencer                       | Necessários para vencer                       | Necessários para vencer                       | Necessários para vencer                       | Necessários para vencer                       | 266                                           |                                               |                                               | 266                                           |                                               |

| Eleição Presidencial dos Estados Unidos, 1916 | Eleição Presidencial dos Estados Unidos, 1916 | Eleição Presidencial dos Estados Unidos, 1916 | Eleição Presidencial dos Estados Unidos, 1916 | Eleição Presidencial dos Estados Unidos, 1916 | Eleição Presidencial dos Estados Unidos, 1916 | Eleição Presidencial dos Estados Unidos, 1916 | Eleição Presidencial dos Estados Unidos, 1916 | Eleição Presidencial dos Estados Unidos, 1916 | Eleição Presidencial dos Estados Unidos, 1916 |
| Candidato presidencial                        | Partido                                       | Estado                                        | Voto popular                                  | Voto popular                                  | Colégio Eleitoral                             | Running mate                                  | Running mate                                  | Running mate                                  |                                               |
| Candidato presidencial                        | Partido                                       | Estado                                        | Votos                                         | %                                             | Colégio Eleitoral                             | Candidato vice-presidencial                   | Estado                                        | Colégio Eleitoral                             |                                               |
| --------------------------------------------- | --------------------------------------------- | --------------------------------------------- | --------------------------------------------- | --------------------------------------------- | --------------------------------------------- | --------------------------------------------- | --------------------------------------------- | --------------------------------------------- | --------------------------------------------- |
| Woodrow Wilson                                | Democrata                                     | Nova Jérsei                                   | 9 126 868                                     | 49,2%                                         | 277                                           | Thomas R. Marshall                            | Indiana                                       | 277                                           |                                               |
| Charles Evans Hughes                          | Republicano                                   | Nova Iorque                                   | 8 548 728                                     | 46,1%                                         | 254                                           | Charles W. Fairbanks                          | Indiana                                       | 254                                           |                                               |
| Allan L. Benson                               | Socialista                                    | Nova Iorque                                   | 590 524                                       | 3,2%                                          | 0                                             | George Ross Kirkpatrick                       | Nova Jérsei                                   | 0                                             |                                               |
| Frank Hanly                                   | Proibição                                     | Indiana                                       | 221 302                                       | 1,2%                                          | 0                                             | Ira Landrith                                  | Tennessee                                     | 0                                             |                                               |
| Outros                                        | Outros                                        | Outros                                        | 49 163                                        | 0,3%                                          | —                                             | Outros                                        | Outros                                        | —                                             |                                               |
| Total                                         | Total                                         | Total                                         | 18 536 585                                    | 100%                                          | 531                                           |                                               |                                               | 531                                           |                                               |
| Necessários para vencer                       | Necessários para vencer                       | Necessários para vencer                       | Necessários para vencer                       | Necessários para vencer                       | 266                                           |                                               |                                               | 266                                           |                                               |